# Unités de montagne de la Gendarmerie nationale
Ne doit pas être confondu avec Unités de montagne de la Police nationale.

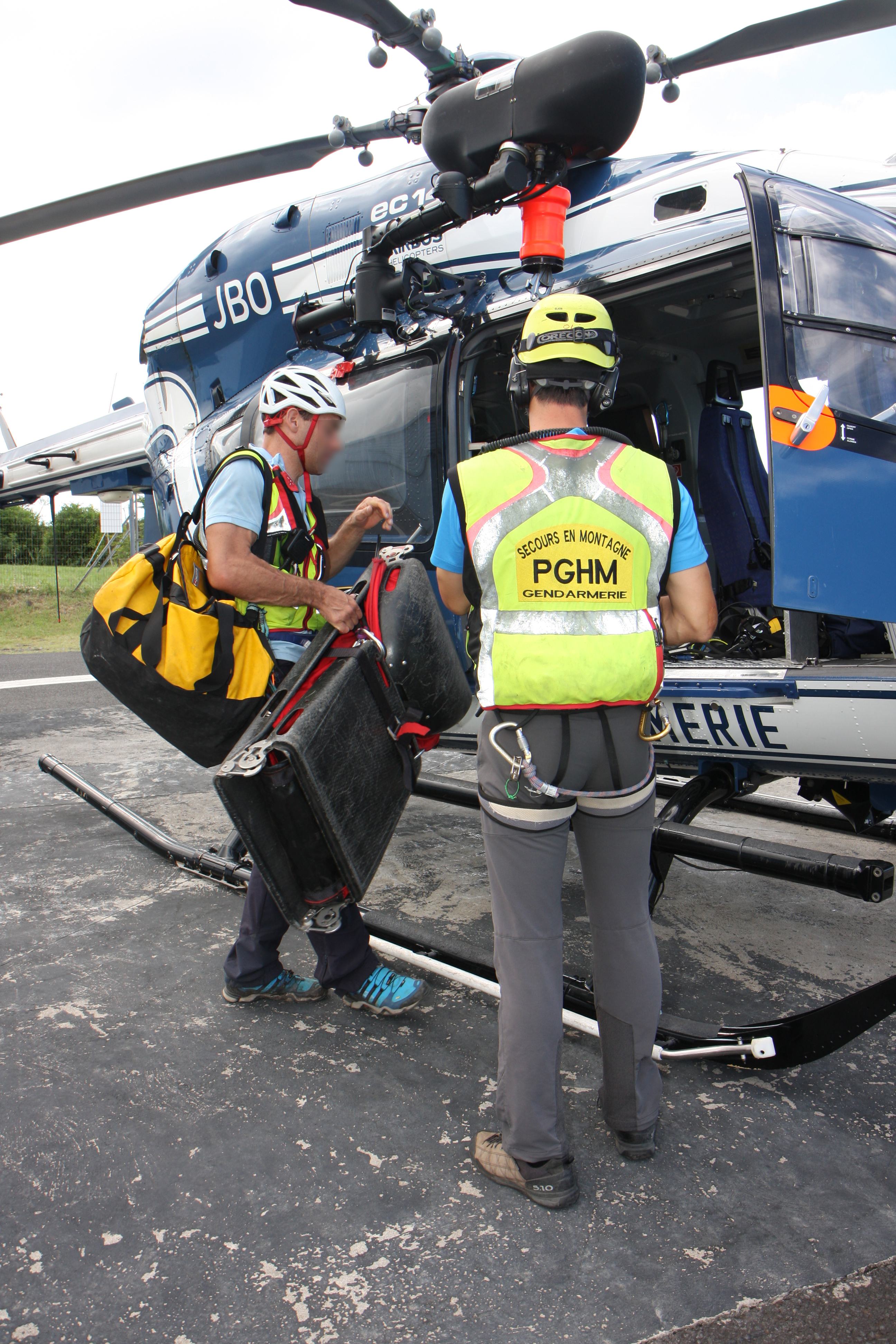
Départ d'une équipe de secours en hélicoptère H145

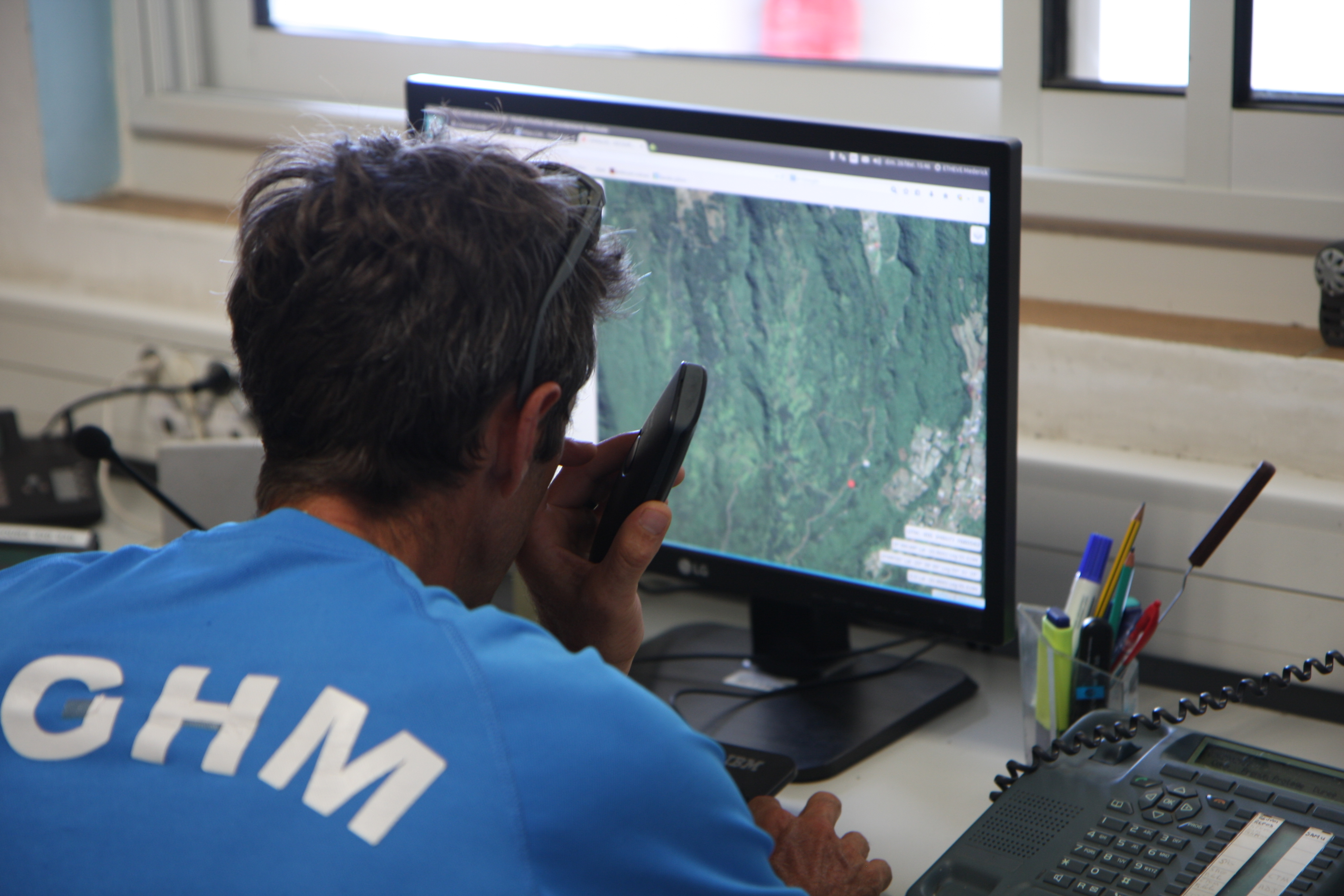
Assistance à un randonneur égaré à l'aide de l'application GendLoc - PGHM de La Réunion

Les pelotons de gendarmerie de haute montagne (PGHM) sont des unités de la gendarmerie nationale française spécialisées dans le secours aux victimes en milieu périlleux : la montagne. Ces unités exercent également d'autres missions en rapport avec cet environnement.

## Historique
Les pelotons de gendarmerie de haute montagne, ou PGHM, ont été créés à la suite d'un tragique accident. En effet, le 22 décembre 1956, deux jeunes hommes, un Parisien et un Belge commencent l'ascension hivernale du mont Blanc par l'éperon de la Brenva. La météo se dégrade rapidement et les deux hommes se retrouvent bloqués sur un sérac, au milieu d'une tempête. Ils sont suivis à la jumelle depuis le sommet, à la longue vue depuis Chamonix. Leur calvaire de cinq jours est suivi par près de 200 journalistes, français et belges. Les professionnels de la montagne déclarent ne pas vouloir risquer leur vie pour des inconscients. Lionel Terray organise alors une caravane de secours. Lors d'une brève accalmie, un hélicoptère de l'armée française, avec quatre membres d'équipage tente de sauver les deux alpinistes, mais il s'écrase dans le massif. Le commandant Le Gall qui dirige les opérations décide alors de sauver en priorité l'équipage de sauvetage. À cause du mauvais temps et des importants moyens militaires envoyés en Algérie, le 3 janvier 1957 les autorités décident d'abandonner les secours. Ce n'est finalement que le 20 mars 1957 que les deux corps sans vie des alpinistes sont découverts. En 1958, les autorités déclarent la création d'unités spécialisées pour l'assistance et le secours aux victimes en montagne. Le premier de ces centres du Groupe spécialisé de haute montagne (GSHM) est installé à Chamonix.

## Présentation
L'action de la gendarmerie en montagne repose essentiellement sur des unités spécialisées chargées de missions de secours et de police judiciaire. Pour cela, la gendarmerie nationale possède des unités spécialisées, les Pelotons de gendarmerie de haute montagne (PGHM).
Ces pelotons sont composés de gendarmes formés au Centre national d'instruction au ski et à l'alpinisme de la gendarmerie (CNISAG) implanté à Chamonix. La formation du personnel spécialisé « montagne » comprend, dans une première partie, des cycles de formation militaire, techniques et spécifiques, dans une seconde partie, des cycles de formation du diplôme d'État d'alpinisme (guide de haute montagne) et du diplôme d'État de ski alpin, et, dans une dernière partie, des stages de formation au sauvetage en montagne, au commandement et à la gestion de crise.
Les PGHM sont implantés dans la plupart des départements des massifs alpins et pyrénéens ainsi qu'en Corse et sur l'île de La Réunion. Ils ont une compétence territoriale étendue au département et, en tant que de besoin, aux massifs sur lesquels ils ont vocation à intervenir. Ils sont spécialement destinés aux missions de secours, aux enquêtes judiciaires concomitantes et à l'exercice de la police administrative.
Les 5 PGHM situés dans le Massif central, le Jura et les Vosges exercent des missions identiques aux PGHM situés dans les massifs alpins et pyrénéens, bien que dotés de matériels différents. Ils étaient désignés comme Pelotons de gendarmerie de montagne (PGM) jusqu'au 15 avril 2023.
Le 1er août 2014, l'unité de coordination technique montagne (UCTM) est créée à Chamonix. Cette unité, composée d'officiers, ayant l'expérience du commandement de PGHM et de gradés supérieurs de la spécialité montagne, dépend directement de la Direction nationale de la Gendarmerie nationale. Ses missions s'inscrivent dans une logique de démarche qualité et de réduction des risques et consistent à appuyer les unités spécialisées montagne (CNISAG et PGHM) de la gendarmerie et à les évaluer.
La gendarmerie de montagne compte également 2 groupes de spéléologues (GSGN) au Versoud (38) et à Oloron-Sainte-Marie (64).

## Effectifs

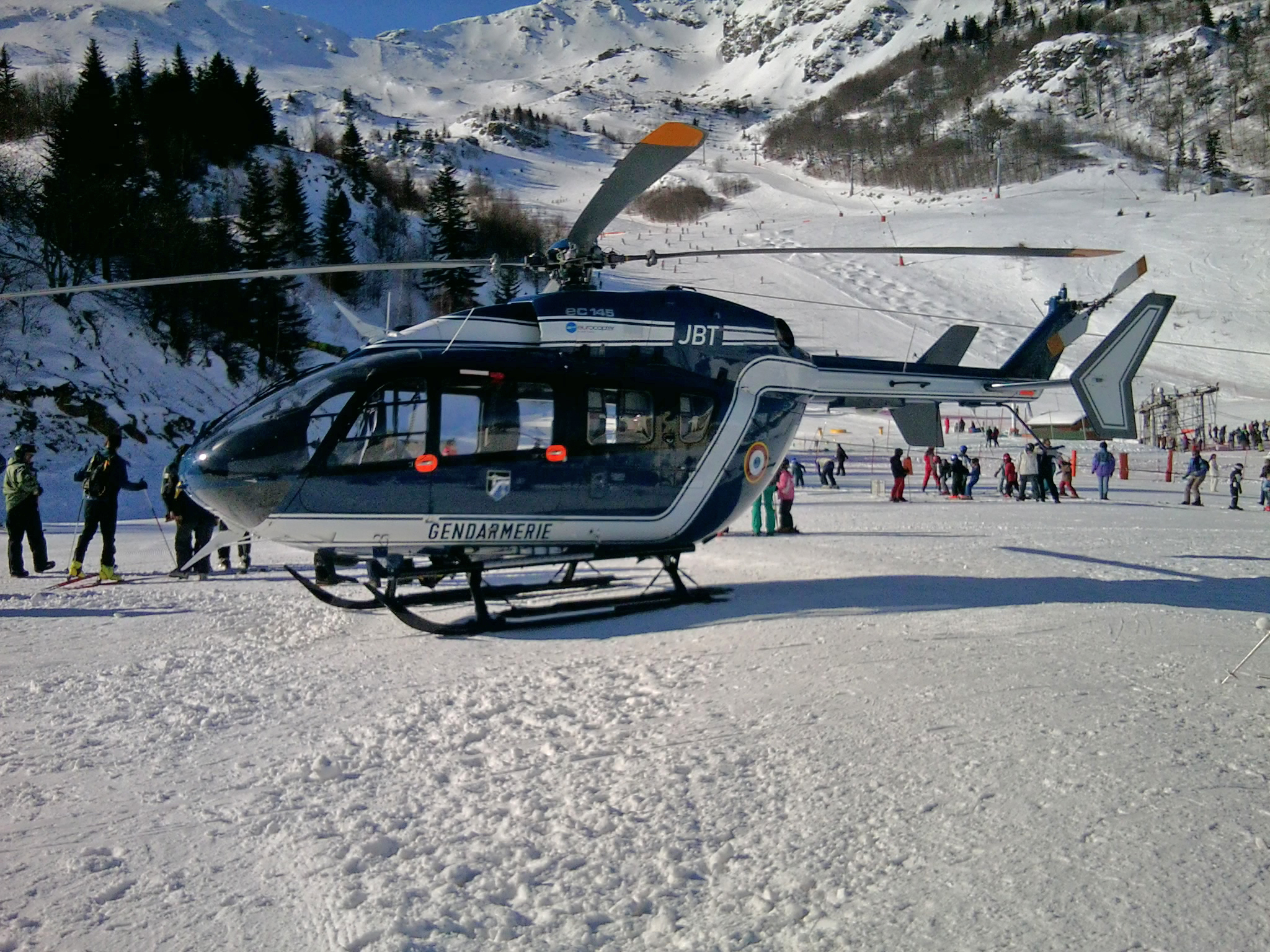
Un hélicoptère EC145 de la Gendarmerie nationale aux Monts d'Olmes

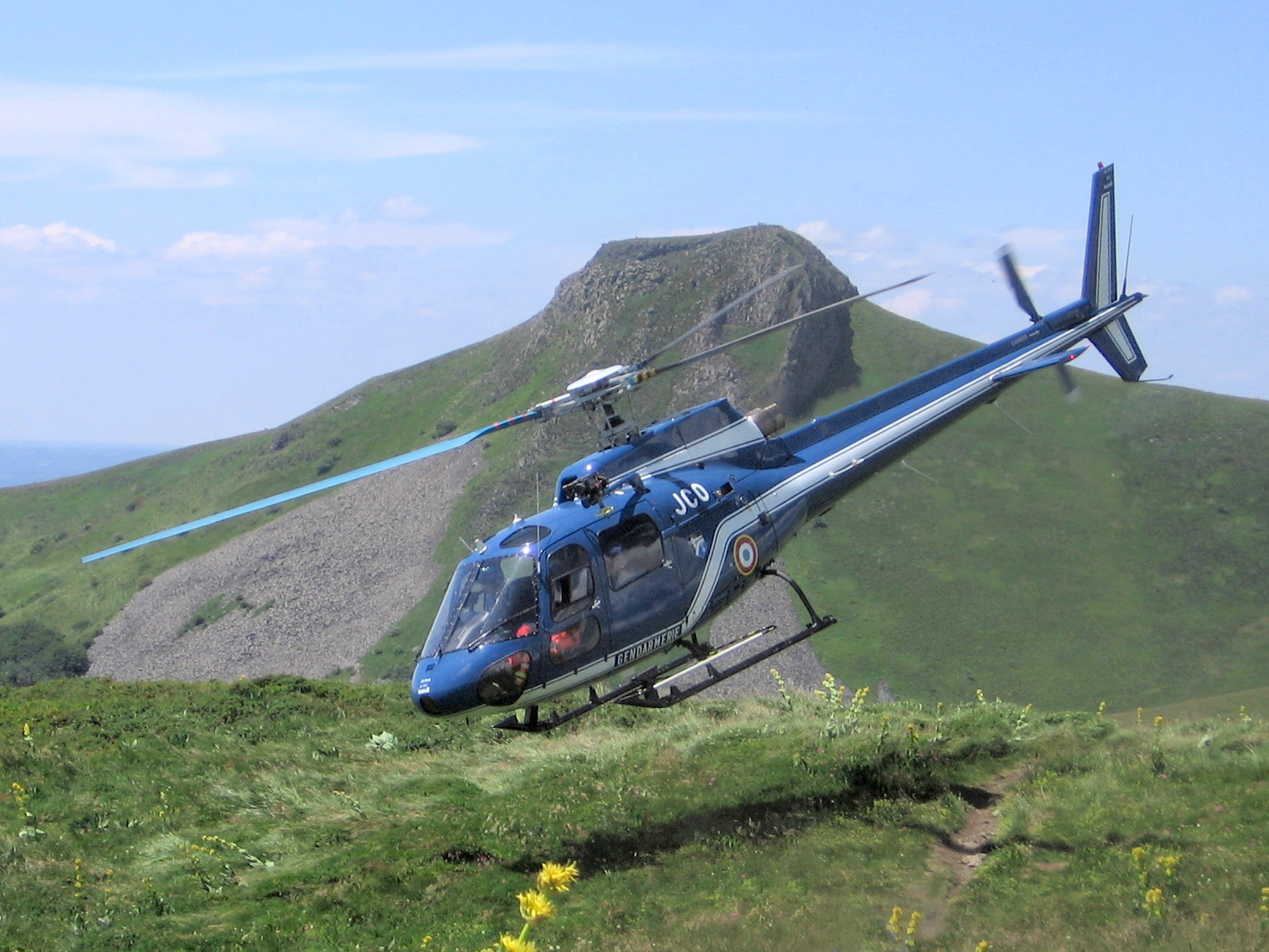
Hélicoptère de secours de la gendarmerie française en action sur le massif du Sancy

La composante spécialisée « montagne » de la gendarmerie compte 69 personnels civils et 289 militaires (officiers et sous-officiers de gendarmerie) dont 125 sont guides de haute montagne. Ils sont répartis dans 21 pelotons de gendarmerie de haute montagne (PGHM) :
| Ville                   | Département             | Situation                                    |
| ----------------------- | ----------------------- | -------------------------------------------- |
| Xonrupt-Longemer        | Vosges                  | Massif des Vosges                            |
| Hohrod                  | Haut-Rhin               | Massif des Vosges                            |
| Morez (Hauts-de-Bienne) | Jura                    | Massif du Jura                               |
| Chamonix                | Haute-Savoie            | Massif du Mont-Blanc                         |
| Annecy                  | Haute-Savoie            | Alpes                                        |
| Bourg-Saint-Maurice     | Savoie                  | Alpes                                        |
| Modane                  | Savoie                  | Alpes                                        |
| Le Versoud              | Isère                   | Alpes                                        |
| Briançon                | Hautes-Alpes            | Oisans, massif des Écrins, massif des Cerces |
| Jausiers                | Alpes-de-Haute-Provence | Alpes                                        |
| Saint-Sauveur-sur-Tinée | Alpes-Maritimes         | Alpes                                        |
| Oloron-Sainte-Marie     | Pyrénées-Atlantiques    | Pyrénées                                     |
| Pierrefitte-Nestalas    | Hautes-Pyrénées         | Pyrénées                                     |
| Bagnères-de-Luchon      | Haute-Garonne           | Pyrénées                                     |
| Savignac-les-Ormeaux    | Ariège                  | Pyrénées                                     |
| Osséja                  | Pyrénées-Orientales     | Pyrénées                                     |
| Murat                   | Cantal                  | Massif central                               |
| Le Mont-Dore            | Puy-de-Dôme             | Massif central                               |
| Corte                   | Haute-Corse             | Corse                                        |
| Ajaccio                 | Corse-du-Sud            | Corse                                        |
| Saint-Denis             | La Réunion              | La Réunion                                   |

Outre cette composante spécialisée, l'action de la gendarmerie en montagne repose aussi sur 19 Groupes Montagne Gendarmerie (GMG) composés de 465 gendarmes dont le rôle est le soutien aux PGHM et sur un réseau de plus de 6 500 personnes au sein de : 
- 216 brigades territoriales de la gendarmerie départementale situées en zone montagne qui doivent pouvoir exercer leurs missions quelles que soient les conditions atmosphériques sur l'étendue de leur circonscription, et qui peuvent participer à des missions d'aide et d'assistance.
- 54 peloton de surveillance et d'intervention de la Gendarmerie situés en zone montagne
- 31 unités de recherche intervenant en tant que police judiciaire en zone montagne
- 11 escadrons spécialisés « montagne » de la gendarmerie mobile situés près des principaux massifs montagneux. Ces unités permettent le renfort saisonnier, en été et en hiver, des personnels des brigades territoriales dans les stations de sport d'hiver et d'altitude.

## Missions des spécialistes montagne

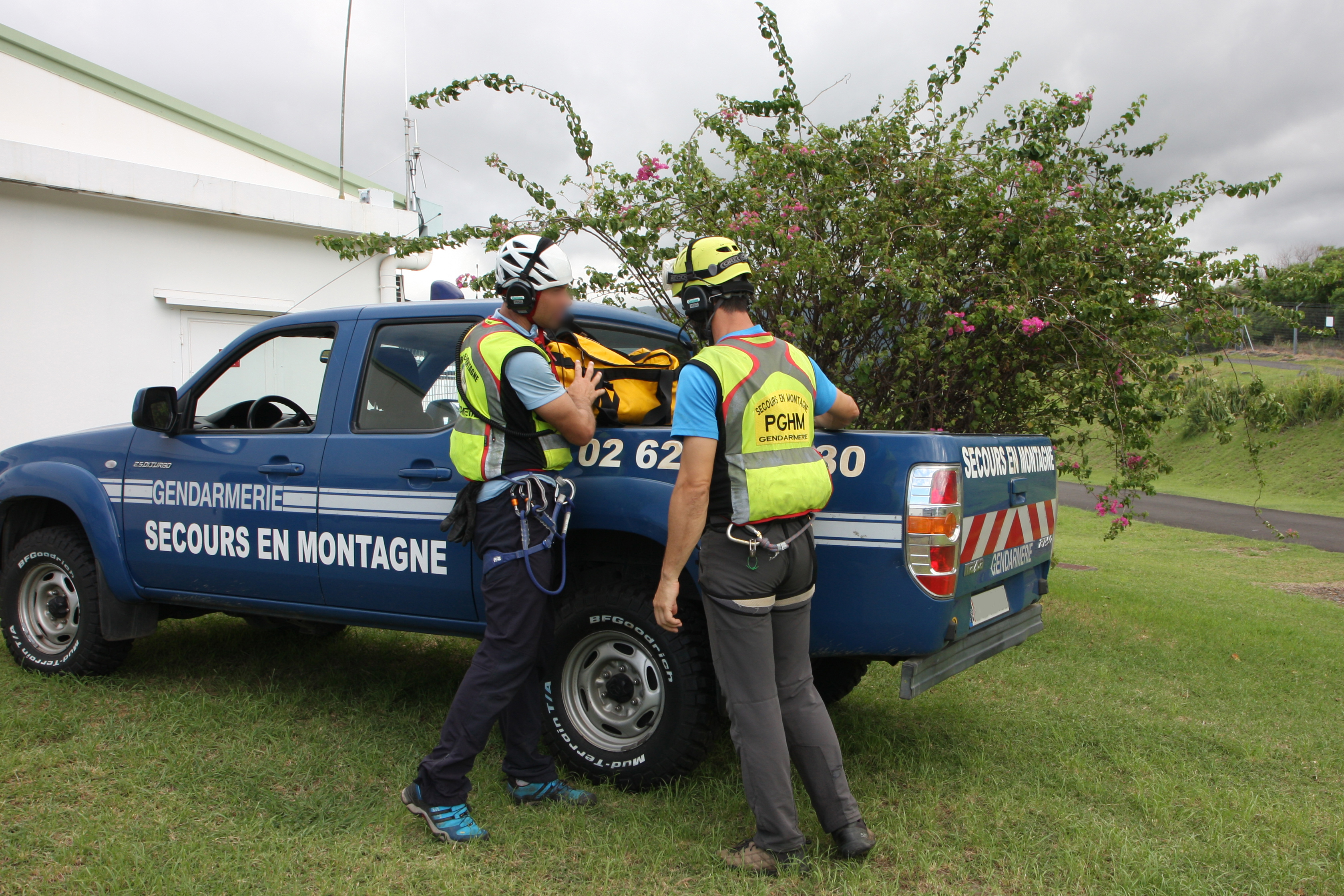
Départ d'une équipe de secours - PGHM de La Réunion

À travers toutes ces unités, la gendarmerie participe, soit à titre exclusif, comme à Chamonix, soit en collaboration avec les CRS ou les services de sécurité civile et sapeurs-pompiers, aux plans départementaux de secours en montagne.
Elle exerce trois types de missions :
- missions de police administrative consistant en missions de police-liaison, en missions de veille au respect des réglementations : environnement, sécurité d'activités, etc. et en missions de secours (surveillance, prévention, information, secours et assistance) ;
- missions de police judiciaire, une procédure judiciaire étant établie lors d'accident ayant entraîné une atteinte corporelle ou la mise en cause d'un professionnel de la montagne. En dehors de ces cas, un procès-verbal de renseignement judiciaire. Cette mission peut également s'exercer lors des enquêtes diligentées à la suite de catastrophe et bien sûr lors de crimes ou délits en montagne ;
- missions militaires : renseignements aux autorités militaires, présence militaire, interventions directes, police aux armées et police militaire pour les troupes en et de montagne. Les personnels peuvent être détachés pour constituer des « prévôtés montagne » ou des unités à techniques de police ou/et de secours en milieu montagnard pour des forces militaires ou sous mandat militaire.

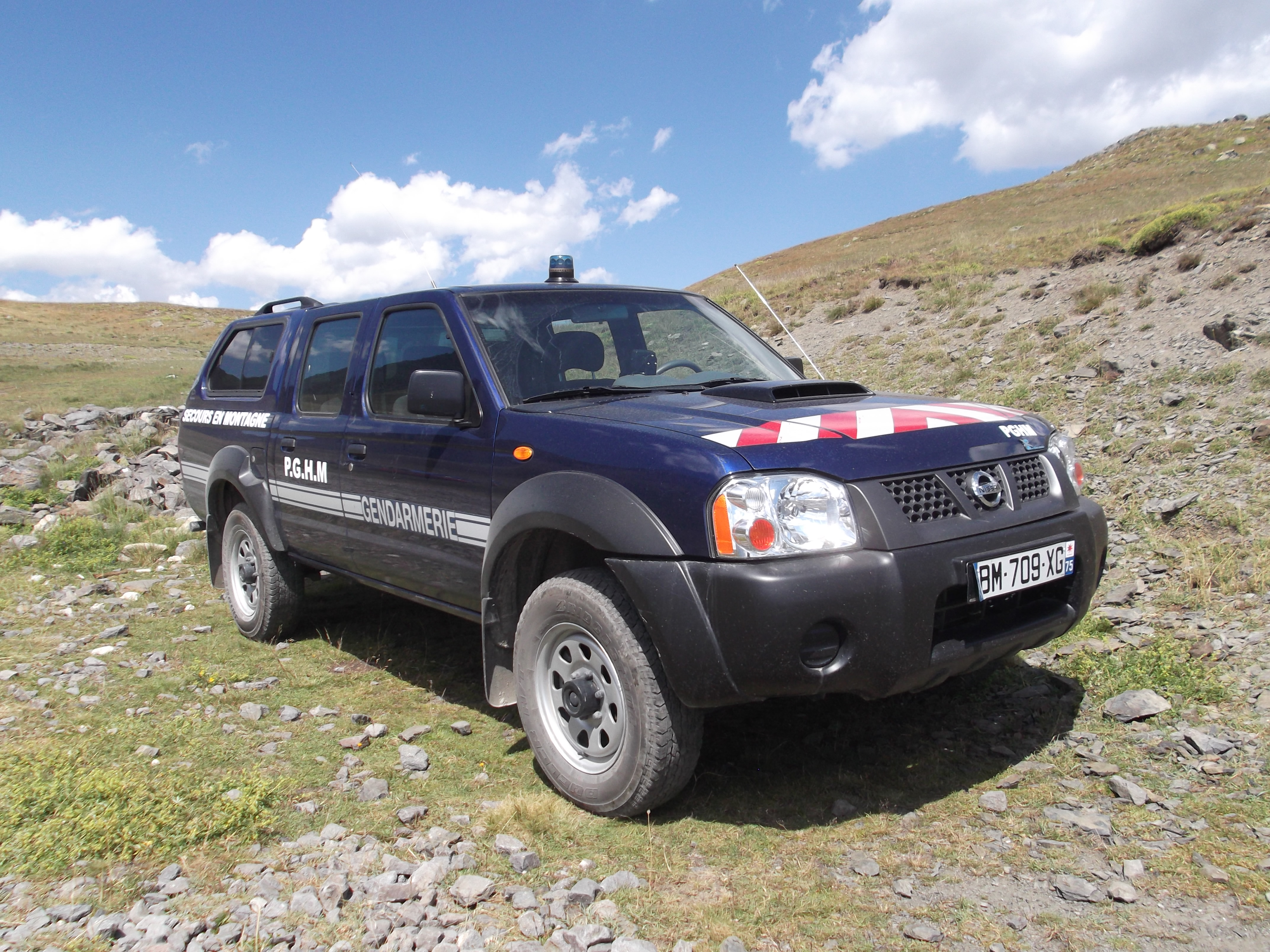
Nissan NP 300 de la gendarmerie nationale

Plus concrètement, ses missions sont :
- secourir les personnes en difficulté,
- rechercher les personnes disparues ou décédées,
- contrôler le respect des diverses réglementations et constater les infractions,
- surveiller le secteur montagneux,
- participer aux commissions de sécurité (refuge, domaine skiable, ouvertures de route, etc.),
- prévenir les accidents et informer le public,
- mener les enquêtes consécutives à des accidents en montagne,
- réaliser des expertises et des missions de renseignements au profit des magistrats et des divers autorités civiles ou militaires,
- si le besoin se présentait : pour le domaine militaire sur le territoire : accueillir les troupes en montagnes, les renseigner et y effectuer la police ou/et intervenir directement.

Combattants, ces gendarmes sont surtout des secouristes mais aussi des enquêteurs qui opèrent en étroite collaboration avec d’autres intervenants (gendarmes pilotes d’hélicoptère, pilotes de la sécurité civile, gendarmes maîtres de chiens, médecins, CRS Montagne, etc.)
Depuis leur création, les PGHM ont réalisé plus de 40 000 interventions, portant secours à près de 50 000 personnes.
En moyenne, les PGHM interviennent 5 400 fois par an (soit les deux tiers de l'ensemble des interventions en haute-montagne en France), dont 1 500 fois pour le seul PGHM de Chamonix.

## Morts en service
Depuis 1958, au moins 30 gendarmes des PGHM ou du CNISAG, 13 gendarmes des FAG et 8 gendarmes d'autres unités ont trouvé la mort en service commandé lors d'opérations de sauvetage, en missions de surveillance ou au cours d'entrainements liés au secours en montagne. 1974 (avec 7 morts dont 4 en opérations de sauvetage) et 1989 (avec 6 morts dont 3 en opérations de sauvetage) sont les années les plus meurtrières pour la Gendarmerie en ce qui concerne le secours en montagne.